# Климат Нью-Йорка

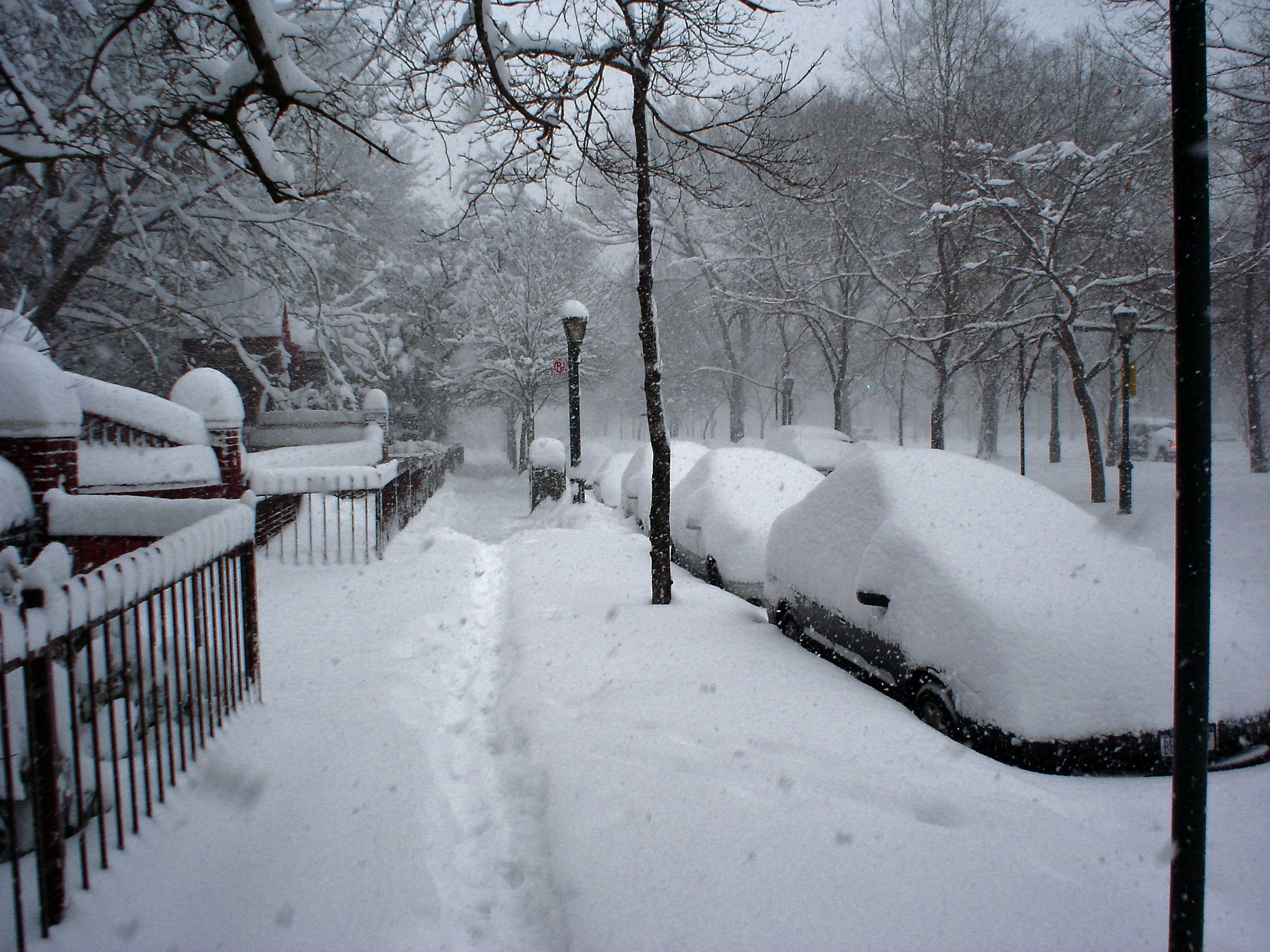
Глубокий снег в Бруклине, 2006 год

Согласно классификация климатов Кёппена, «климат Нью-Йорка» — это влажный субтропический (Cfa), в некоторых местах города, переходящими в континентальный влажный климат (Dfa). Город испытывает умеренно холодные, влажные и снежные зимы и жаркие, влажные летние периоды с изобилием осадков в течение всего года. Кроме того, огромная популяция Нью-Йорка, человеческая деятельность и огромное количество крупных зданий и улиц, поглощающих солнечный свет днем, значительно способствуют эффекту городского тепла. Если бы не это явление, его климат, вероятно, находился бы в пределах диапазона температур континентального климата.
Метеорологические записи начались вести в Центральном парке с 1821 года, позже появилась метеорологическая станция в аэропорту Ла Гардия, начиная с 1940 года и в аэропорту ДжФК, начиная с 1948 года. Однако из-за долгой истории и центрального местоположения Центрального парка он часто считается основной станцией для города. Следовательно, все записи, если не указано иное, будут для этой станции.
Самая высокая температура, когда-либо зафиксированная в Центральном парке, составляет 41 °C 9 июля 1936 года — хотя Ла Гардия сообщала о 42 °C 3 июля 1966 года, а самая низкая — -26 °C 9 февраля 1934 года. Самый низкий дневной максимум составляет -17 °C 30 декабря 1917 года. Самый высокий дневной минимум в Центральном парке — 31 °C 2 июля 1903 года..
Среднегодовое количество осадков составляет 75.7 см, но сильно варьируется между зимними сезонами. Город также подвержен сильным ветрам, так как расположен на побережье и подвержен воздействию Атлантики. Это может особенно проявляться в осенне-зимние месяцы, с порывом ветра 126 км/ч, зафиксированным 2 декабря 1974 года.
Остров Гавернорс, Манхэттен, в гавани Нью-Йорка, планируется стать центром исследований и образования стоимостью 1 миллиард долларов США, готовящим Нью-Йорк к глобальному лидерству в решении климатического кризиса..

## Классификации

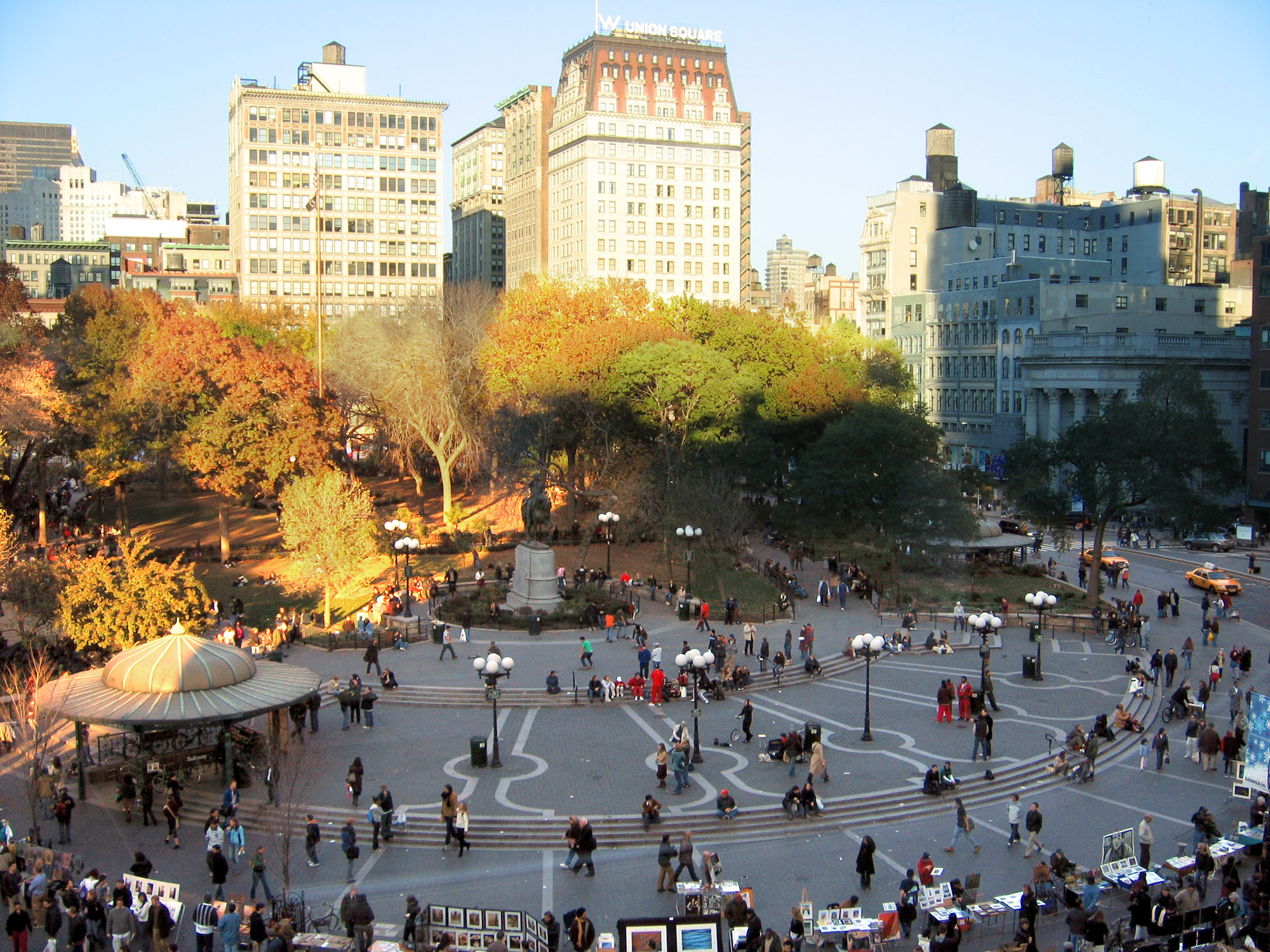
Площадь Юнион в осенний период

Нью-Йорк принадлежит к разным типам климата в зависимости от используемой системы классификации. Однако система классификации климата по Кёппену является наиболее широко используемой, в рамках которой Нью-Йорк попадает под влажно-субтропическую зону.
В схема Холдриджа при среднегодовой биотемпературе выше 12 °C и среднегодовом количестве осадков выше 1,000 мм, Нью-Йорк имеет климат тёплого умеренного влажного леса.
По классификации Треварта, город определяется как имеющий океанический климат (Do). В среднем в году в городе бывает 234 дня со солнечным светом.

## Температура
Температурный режим города характеризуется значительными сезонными колебаниями, с четырьмя отличными временами года. Однако из-за близости к Атлантическому океану эти колебания менее значительны, чем в районах дальше от побережья. Атлантика служит умеренителем температуры, что означает, что зимой город теплее, чем районы внутри страны, а летом прохладнее. Хотя этот эффект менее выражен на восточном побережье. Все экстремумы относятся к станции Центрального парка.

### Средние значения
В среднем в году температура обычно находится между −13 °C и 36 °C, и температуры, значительно превышающие эти значения, редко встречаются. Температуры выше 38 °C, и ниже −18 °C очень редки, последние случаи были 18 июля 2012 года и 14 февраля 2016 года соответственно.
| Показатель                     | Янв.  | Фев.  | Март | Апр.  | Май   | Июнь  | Июль  | Авг.  | Сен.  | Окт.  | Нояб. | Дек.  | Год    |
| ------------------------------ | ----- | ----- | ---- | ----- | ----- | ----- | ----- | ----- | ----- | ----- | ----- | ----- | ------ |
| Абсолютный максимум, °C        | 22,2  | 26,0  | 30,0 | 36,6  | 39,0  | 38,3  | 41,1  | 40,0  | 39,4  | 34,4  | 29,0  | 24,0  | 41,1   |
| Средний суточный максимум, °C  | 4,0   | 5,5   | 10,0 | 16,6  | 22,0  | 26,6  | 29,4  | 28,6  | 24,4  | 18,1  | 12,1  | 6,4   | 17,0   |
| Средняя температура, °C        | 0,5   | 2,0   | 6,0  | 12,0  | 17,2  | 22,2  | 25,5  | 24,4  | 20,5  | 14,4  | 9,0   | 3,6   | 13,0   |
| Средний суточный минимум, °C   | −2,4  | −1,6  | 2,0  | 7,5   | 12,5  | 18,0  | 21,4  | 20,5  | 16,6  | 10,0  | 5,5   | 0,0   | 9,4    |
| Абсолютный минимум, °C         | −21,1 | −26,1 | −16  | −11,1 | 0,0   | 6,7   | 11,1  | 10,0  | 3,3   | −2,2  | −15   | −25   | −26,1  |
| Норма осадков, мм              | 92    | 83    | 111  | 106,6 | 101,1 | 116,6 | 120,0 | 116,1 | 109,4 | 111,8 | 90,6  | 111,6 | 1262,1 |
| Источник: NOAA Погода и климат |       |       |      |       |       |       |       |       |       |       |       |       |        |

## Осадки

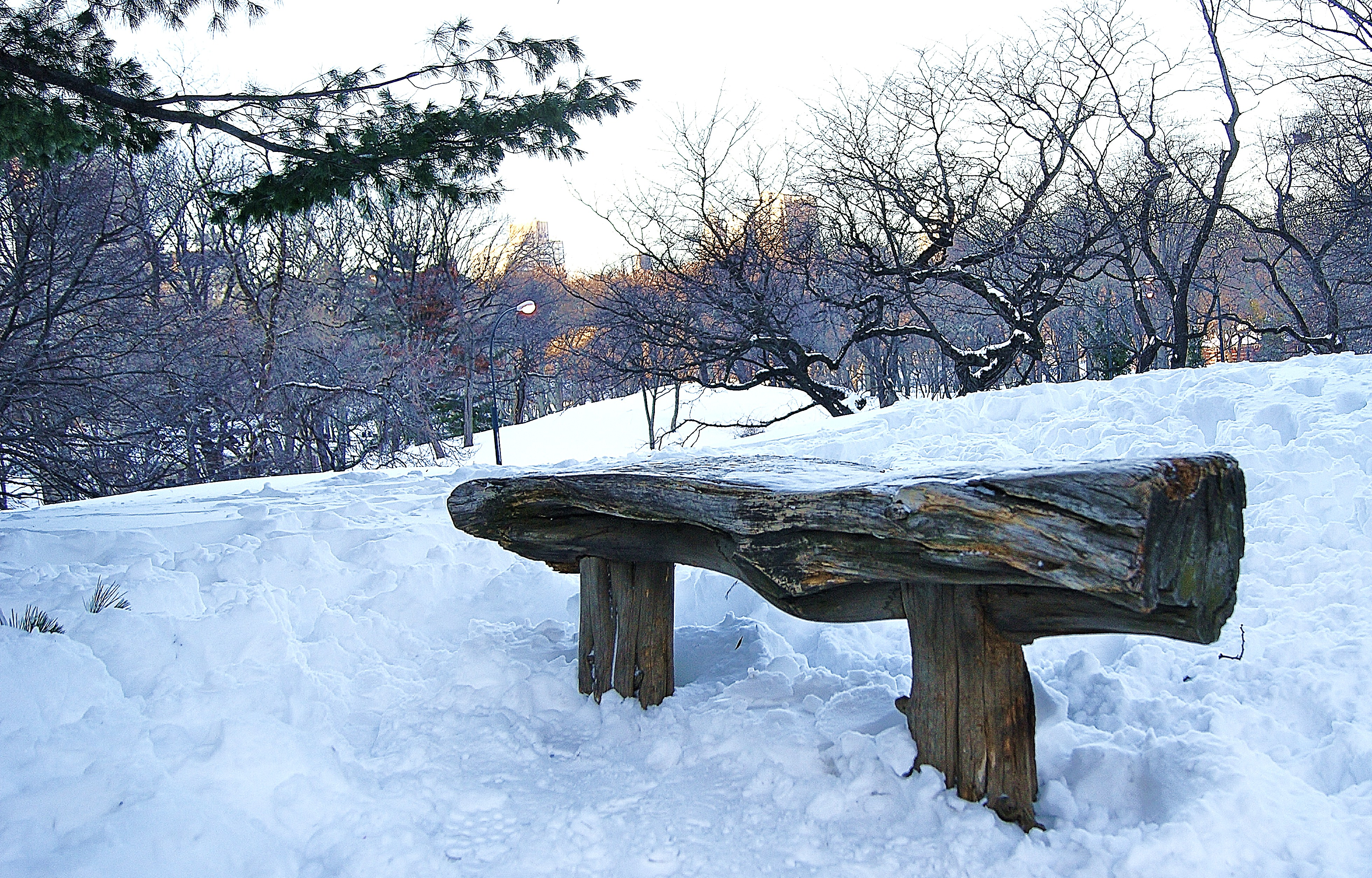
Снег в Центральном парке, зима 2011 года

Нью-Йорк часто испытывает сильные дожди. Среднегодовое количество осадков составляет 1267 мм. Весна является самым влажным сезоном. Февраль — самый сухой месяц. В каждом месяце в записанной истории города отмечался какой-то уровень осадков, что показывает изменчивость климата. Рекорд количества дней без дождя — 36 последовательных дней, с 10 октября по 13 ноября 1924 года. Самое большое количество осадков за 24 часа составило 210,3 мм 23 сентября 1882 года..
В городе выпадает снег, в основном зимой. Иногда снег выпадает в конце осени и начале весны. Среднегодовое количество снега составляет 75,7 см, но оно сильно варьируется между зимними сезонами. Наибольшее количество снегопада составило 69 см 23 января 2016 года..

## Изменение климата
Ожидается, что Нью-Йорк, будучи прибрежным городом, испытает значительные последствия от повышения уровня моря. Прогнозы о том, что к 2100 году уровень моря поднимется на целых 1,8 м, побудили мэра города инвестировать 10 миллиардов долларов в поддержание безопасности города. Ожидается, что город также станет более восприимчивым к штормовым нагонам и наводнениям, а это означает, что такие события, как последствия урагана Сэнди, станут более вероятными в будущем.

### Температура
Температура в Нью-Йорке в целом неуклонно росла в течение последних 150 лет, и ожидается, что эта тенденция сохранится из-за антропогенного потепления. Прогнозируется, что к 2080 году климат города будет похож на прибрежную Южную Каролину. Средняя температура выросла на 1,3 °C с 1970-х годов, и ожидается, что это потепление ускорится в ближайшие десятилетия.

### Осадки
Количество осадков и снегопадов в городе значительно увеличилось с 2000 года. Тем не менее, утверждается, что такие тенденции, будучи столь недавними, не позволяют предсказать, будет ли такой рост продолжаться или станет более устойчивым.